# مخور (پیشه)

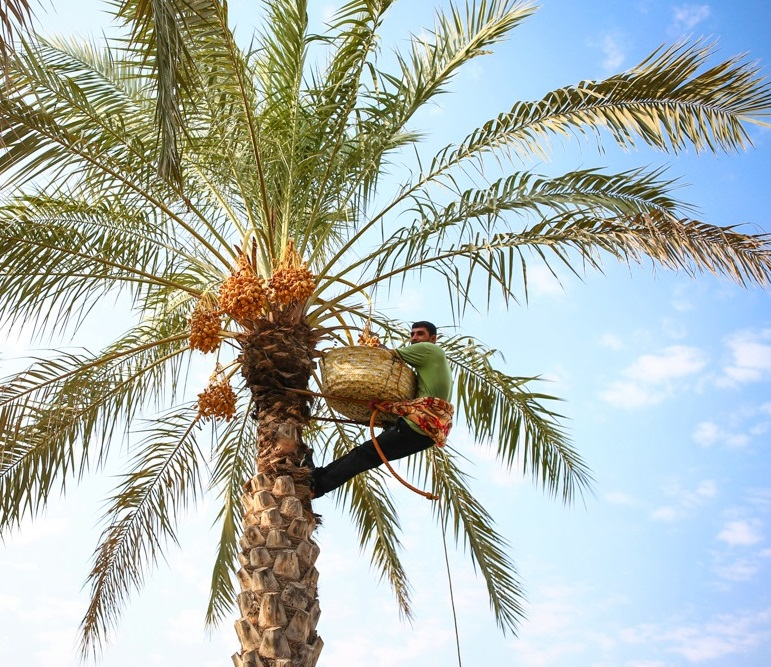
یک مخور بوشهری در دشتستان

مُخوَر (در پهلوی موگر: موگ یا موغ در پهلوی به معنی نخل است)، مُخبُر (استان بوشهر)، مُحَر (در جهرم)، و مچ ایوار (در بلوچستان) شغلی قدیمی در بین کشاورزان درختان خرما است که در ناحیه جنوبی ایران رواج دارد.

## شرح
درختان نخل، دارای دو جنس نر و ماده هستند و بنابراین برای بارور ساختن درختان ماده، باید گرده‌های درخت نر را به آن رساند. در طبیعت این امر به واسطه تعادل بین تعداد درختان نر و ماده و انتقال گرده‌ها با باد انجام می‌شود. اما در مزارع نخل، تعداد درختان ماده بسیار بیشتر از درختان نر است و بنابراین مقدار گرده پخش شده در هوا برای کامل شدن این فرایند کفایت نمی‌کند. مخوران، کارگرانی هستند که گرده درخت نر (اَبرِه یا همان طارونه) را به صورت دستی به بالای درخت ماده می‌برند و آن را «می‌سازند» (یعنی گرده افشانی می‌کنند). پس از ساخته شدن، درخت ماده می‌تواند میوه خرما را تولید کند. در صورت ساخته نشدن، میوه‌های درخت نخل با کیفیت پایین تولید می‌شوند که به این میوه (در جهرم) «مِگ» یا در استان بوشهر «سیس» گفته می‌شود.

## اصطلاحات مُحَرها
مُحَرها یا پوران (لهجه رودان) برای بالا رفتن از درخت نخل طنابی را به دور آن می‌اندازند که در جهرم و استان بوشهر به آن «پَروَند» گویند و با پا گذاشتن بر روی کنگره‌های تنه درخت نخل (در جهرمی: «تُوَختَک» در بوشهری: «تاپول») از آن بالا می‌روند. در درخت نر و ماده، سلول‌های جنسی درون «طارونه» قرار دارند و با باز شدن طارونه نر شاخه‌های با نام «لِگاره» پدیدار می‌شوند که ابره بر روی آن قرار دارد.
پس از چندین ماه که خرماها شروع به رشد کردن می‌کنند، مُحَرها برای جلوگیری از شکستن خوشه خرما (جهرمی و بوشهری) «پَنگ» آن‌ها را بر روی شاخه‌های درخت نخل (بوشهری و جهرمی) یعنی همان «پیش» می‌گذارند. در بلوچستان به این عمل «مچ بند» و در بوشهر «کنه زدن» گفته می‌شود.
پس از رسیدن تدریجی خرماها مُحَرها با سبدی کوچک (جهرمی: دولوک و در بوشهری: زنبیل) به بالای درخت نخل می‌روند و خرماهای رسیده را جمع‌آوری می‌کنند. به خرمای نرسیده، «پُدوز» یا «پَهَک» (در بوشهر) گفته می‌شود و پس از چندی که قابل خوردن شد به آن «خارَک» گویند. خرماهای تازه‌رس «دُمباز» نامیده می‌شوند (نیم خارک و نیم رطب) و رُطب (عربی است) خرمایی است که خود از درخت می‌افتد و کاملاً نرم شده. تنها در صورتی که میوه تازه نباشد یا روی درخت بماند اصطلاح «خرما» برای آن به کار می‌رود.
مُحَرها همچنین برای بخش‌های دیگر درخت نیز نام‌هایی دارند:
- کَلَفِه: قسمت سر میوه خرما که به هسته وصل است.
- بچ یا دِمیتی (بوشهری) یا توم (لهجه رودان استان هرمزگان): پاجوش‌های پای درخت خرما هستند که قابل کاشت دوباره هستند.
- پیریچه یا لیف (بوشهری): به توری که دور تنه درخت خرما تشکیل می‌شود گفته می‌شود.
- پچا: به قطعات مختلف درخت نخل گفته می‌شود که به عنوان سوخت به کار می‌رود.
- مِخینه: به ریشه درخت نخل گفته می‌شود، خصوصاً هنگامی که تنه آن را بریده باشند.
- تیلنگ: بخشی از خوشه نخل هست ریسه شکل می‌باشد که این کلمه مردم شهرستان رودان در استان هرمزگان اسفاده می‌شود

## نگارخانه

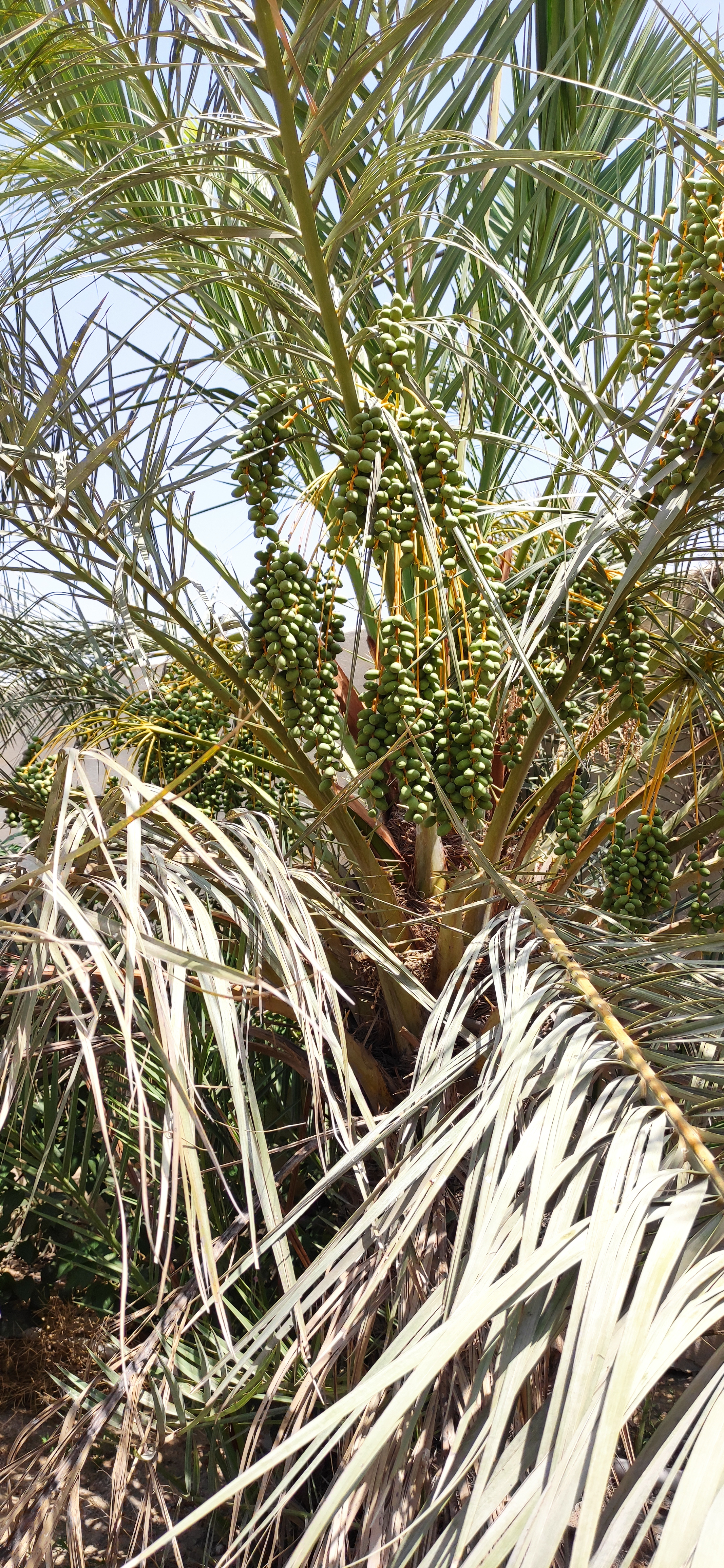
یک تصویر از پهک که هنوز به خارک تبدیل نشده است. این درخت کنه زده نشده است. این تصویر در آب‌پخش گرفته شده است.
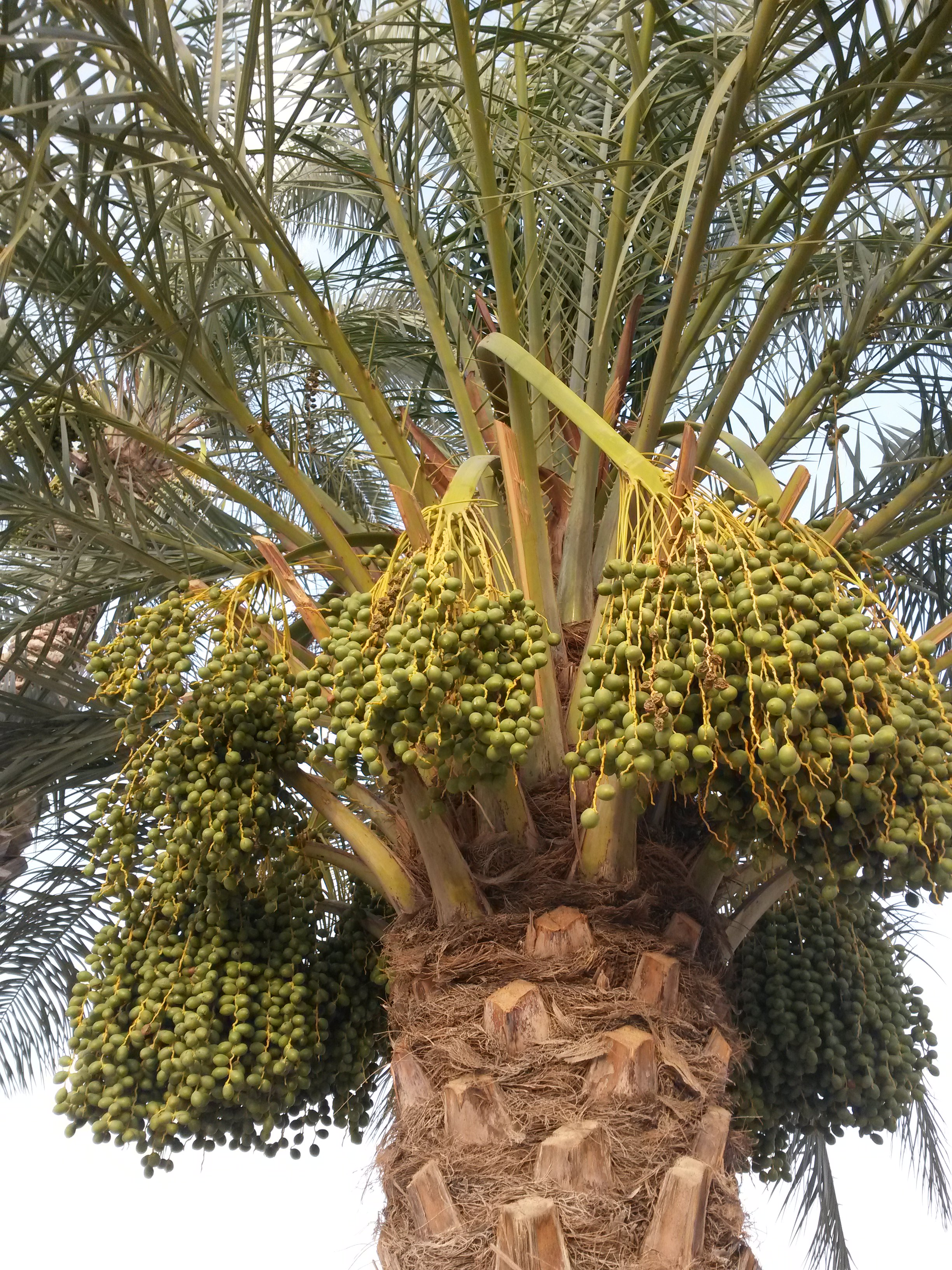
یک تصویر از نخل کنه زده شده که توسط مخبر انجام شده است. به نحوه کنه زدن پنگ خارک (خوشه خرما کال) در آب‌پخش دقت کنید. این تصویر در آب‌پخش گرفته شده است.